# Maria Antônia Pinheiro Barbosa
Maria Antônia Pinheiro Barbosa (Brasiléia),  é uma política brasileira, filiada ao PP. 
Nas eleições de 2022, foi eleita deputada estadual pelo AC.